# Lijst van burgemeesters van Raamsdonk
Dit is een lijst van burgemeesters van de voormalige Nederlandse gemeente Raamsdonk tot die gemeente op 1 januari 1997 opging in de gemeente Geertruidenberg.
| Ambtsperiode | Naam burgemeester                   | Partij of stroming | Bijzonderheden                                                  |
| ------------ | ----------------------------------- | ------------------ | --------------------------------------------------------------- |
| 1724         | S. de Jongh van Son                 |                    | Ambachtsheer                                                    |
| ??           | Jacobus Dorreboom                   |                    | Overleden te Dordrecht op 30 okt 1827                           |
| 1820? - 1859 | Leonard Simon de Jongh van Son      |                    | Ambachtsheer, schout/burgemeester                               |
| 1859 - 1869  | Th. Heere                           |                    | wethouder van Raamsdonk tot zijn burgemeestersbenoeming         |
| 1870 - 1908  | Mr. G.J.H. Heere                    |                    | volgde zijn vader op als burgemeester                           |
| 1908 - 1918  | F.M.A.J. ridder de van der Schueren |                    |                                                                 |
| 1918 - 1937  | A.J.W.M. Moons                      |                    |                                                                 |
| 1938 - 1944  | Mr. Th.H.A.M. Heere                 |                    | zoon van G.J.H. Heere die eerder burgemeester van Raamsdonk was |
| 1944 - 1944  | A.J. de Vos                         | NSB                |                                                                 |
| 1944 - 1946  | Mr. Th.H.A.M. Heere                 | KVP                |                                                                 |
| 1946 - 1967  | J.H.M. Prinssen                     |                    |                                                                 |
| 1967 - 1975  | H. Krijgsman                        | KVP                | vanaf 1972 waarnemend                                           |
| 1976 - 1979  | Ton (A.J.M.) Elkhuizen              | KVP                | waarnemend                                                      |
| 1979 - 1990  | Jan (J.) Schouten                   | CDA                |                                                                 |
| 1990 - 1997  | drs. Rob (R.J.) Schaeffer           | PvdA               |                                                                 |